# Lupang Hinirang
Lupang Hinirang je državna himna Filipina.
Bayang magiliw,

Perlas ng silanganan,

Alab ng puso,

S dibdib mo'y buhay

Lupang hinirang,

Duyan ka ng magiting

S manlulupig,

Di ka pasisiil.

S dagat at bundok,

Sa simoy at s langit mong bughaw,

May dilag ang tula

At awit s paglayang minamahal.

Ang kislap ng watawat mo'y

Tagumpay na nagniningning.

Ang bituin at araw niya

Kailan pa ma'y di magdidilim

Lupa ng araw, ng luwalhati't pagsinta,

Buhay ay langit s piling mo.

Aming ligaya na pag may mang-aapi,

Ang mamatay nang dahil s iyo.